# Ochthera canzonerii
Ochthera canzonerii är en tvåvingeart som beskrevs av Raffone 2002. Ochthera canzonerii ingår i släktet Ochthera och familjen vattenflugor. Inga underarter finns listade i Catalogue of Life.